# Rawdon
Rawdon – wieś w Anglii, w hrabstwie ceremonialnym West Yorkshire, w dystrykcie metropolitalnym Leeds. Leży 11 km na północny zachód od centrum miasta Leeds i 281 km na północ od Londynu.